# 원역
원역(元懌, 487년 ~ 520년)은 중국 남북조시대 북위의 황족으로 동위의 유일한 황제인 동위 효정제의 조부이다.
자는 선인(宣仁)이고 시호는 문헌제(文獻帝)이며 북위 효문제와 나씨(羅氏)의 아들이다.

## 생애
497년 청하왕에 봉해졌고 499년 선무제가 즉위한 후 시중 및 상서복야를 지냈다. 이후 원역은 선무제조(朝)의 권신인 고조의 모함을 받았으나 혐의가 없음이 드러나 처벌을 받지 않았다.
512년 사공이 되었으며 515년 선무제가 죽고 효명제가 즉위하자 효명제를 가까이서 보좌하는 보정대신(輔政大臣)에 임명되었다. 당시 효명제조는 영태후가 어린 황제를 대신해 섭정을 하였는데 원역은 영태후의 신임을 받았으나 영태후의 매부인 원차(元叉)가 교만함을 원역에게 지적당하자 문하성에 투옥당하기도 하였다. 이후 무고함이 드러나자 석방되었다.
520년 환관 유등(劉騰)과 협력한 원차에 의해 모반의 혐의가 있다는 죄목으로 처형당했다. 525년 원차가 모반의 혐의로 사사당하자 원역은 태위공(太尉公)의 직위가 추증되는 등 복권되었으며 문헌(文獻)의 시호가 추시되었다. 작위는 아들 원단이 이었다.
534년 손자 효정제에 의해 문헌제(文獻帝)로 추존되었다.

## 가족
- 부황: 효문제
- 모후: 나부인(羅夫人)
- 왕비: 하남 나씨(河南 羅氏)
  - 아들: 청하문선왕 원단
  - 손자: 효정제
- 왕비: 남양 장씨(南陽 張氏)

## 참고
- 원역